# Heart of Midlothian Football Club 2021-2022
Questa voce raccoglie le informazioni riguardanti l'Heart of Midlothian Football Club nelle competizioni ufficiali della stagione 2021-2022.

## Stagione
La stagione 2021-2022 vede la 119ª partecipazione alla Scottish Premiership per gli Hearts, che confermano la guida della squadra al tecnico Robbie Neilson, artefice della promozione nella passata stagione. Il 10 luglio il club esordisce in stagione contro il Peterhead, in occasione del match valido per la fase a gironi di Coppa di Lega (2-0). La prima partita di campionato vede la vittoria degli Hearts sul Celtic per 2-1. Il 15 agosto il club viene eliminato dalla Scottish League Cup, perdendo 3-2 al Celtic Park contro i padroni di casa. Il 12 febbraio la squadra supera il quinto turno di coppa nazionale battendo ai rigori il Livingston. Il 12 marzo gli Hearts superano i quarti di finale di Scottish Cup battendo 4-2 il St. Mirren.
Il 9 aprile si conclude la prima fase del campionato scozzese con la squadra di Neilson che batte 3-1 l'Hibernian nel derby e si classifica al terzo posto e ritorna in Europa dopo sei anni. Il 16 aprile gli Hearts eliminano in semifinale di Coppa di Scozia i concittadini dell'Hibernian. Il 21 maggio si conclude la stagione degli Heart of Midlothian, che vengono sconfitti in finale di Coppa di Scozia dai Rangers per 2-0 ai tempi supplementari. Si tratta della terza finale persa negli ultimi quattro anni.

## Maglie e sponsor
Lo sponsor ufficiale è l'associazione no profit MND Scotland, mentre quello tecnico è Umbro.
| Casa | Trasferta | Terza divisa |

## Rosa
La rosa e la numerazione sono tratte dal sito ufficiale.

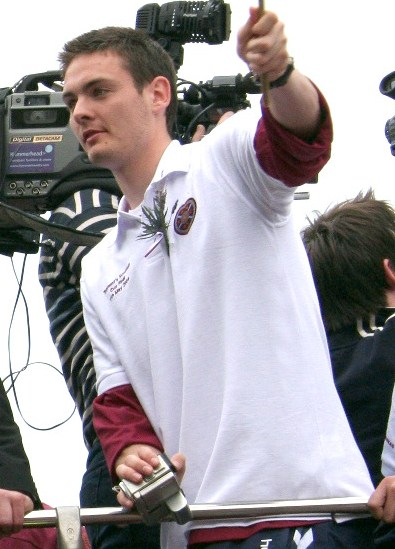
Craig Gordon, è il capitano degli Hearts

| N. |                             | Ruolo | Calciatore              |
| -- | --------------------------- | ----- | ----------------------- |
| 1  | Scozia (bandiera)           | P     | Craig Gordon (capitano) |
| 2  | Irlanda del Nord (bandiera) | D     | Michael Smith           |
| 3  | Scozia (bandiera)           | D     | Stephen Kingsley        |
| 4  | Scozia (bandiera)           | D     | John Souttar            |
| 5  | Austria (bandiera)          | C     | Peter Haring            |
| 6  | RD del Congo (bandiera)     | C     | Beni Baningime          |
| 7  | Scozia (bandiera)           | A     | Jamie Walker            |
| 8  | Irlanda (bandiera)          | C     | Aaron McEneff           |
| 9  | Galles (bandiera)           | A     | Benjamin Woodburn       |
| 10 | Irlanda del Nord (bandiera) | A     | Liam Boyce              |
| 11 | Scozia (bandiera)           | A     | Gary Mackay-Steven      |
| 12 | Australia (bandiera)        | C     | Nathaniel Atkinson      |
| 13 | Scozia (bandiera)           | P     | Ross Stewart            |
| 14 | Australia (bandiera)        | C     | Cameron Devlin          |
| 15 | Inghilterra (bandiera)      | D     | Taylor Moore            |

| N. |                             | Ruolo | Calciatore         |
| -- | --------------------------- | ----- | ------------------ |
| 16 | Scozia (bandiera)           | C     | Andy Halliday      |
| 17 | Inghilterra (bandiera)      | D     | Alex Cochrane      |
| 18 | Scozia (bandiera)           | A     | Barrie McKay       |
| 19 | Scozia (bandiera)           | D     | Craig Halkett      |
| 20 | Inghilterra (bandiera)      | A     | Jordan Roberts     |
| 20 | Inghilterra (bandiera)      | A     | Ellis Simms        |
| 21 | Costa d'Avorio (bandiera)   | A     | Armand Gnanduillet |
| 21 | Inghilterra (bandiera)      | C     | Toby Sibbick       |
| 22 | Scozia (bandiera)           | A     | Euan Henderson     |
| 27 | Scozia (bandiera)           | D     | Connor Smith       |
| 30 | Inghilterra (bandiera)      | A     | Josh Ginnelly      |
| 35 | Scozia (bandiera)           | C     | Aidan Denholm      |
| 38 | Scozia (bandiera)           | C     | Finlay Pollock     |
| 44 | Irlanda del Nord (bandiera) | A     | Makenzie Kirk      |

## Risultati

### Scottish Premiership

#### Prima fase
| Arbitro: | Madden |

|                              |           |             |
| Mackay-Steven 8’ Souttar 89’ | Marcatori | 54’ Ralston |

| Arbitro: | Duncan |

|                 |           |                        |
| Shaughnessy 85’ | Marcatori | 16’ Halliday 73’ Boyce |

| Arbitro: | Madden |

|                  |           |         |
| Boyce 56’ (rig.) | Marcatori | 71’ Ojo |

| Arbitro: | Aitken |

|  |           |                             |
|  | Marcatori | 45+1’ Boyce 90’ Gnanduillet |

| Edimburgo 12 settembre 2021, ore 13:00 UTC+1 5ª giornata | Hearts | 0 – 0 referto | Hibernian | Tynecastle Park (18 177 spett.)\| Arbitro: \| Walsh \| |
| Arbitro:                                                 | Walsh  |               |           |                                                        |

| Arbitro: | Dickinson |

|                  |           |                       |
| Spittal 11’, 45’ | Marcatori | 9’ Boyce 66’ Kingsley |

| Arbitro: | Duncan |

|                                         |           |  |
| Smith 25’ Boyce 33’ (rig.) Cochrane 64’ | Marcatori |  |

| Arbitro: | Munro |

|                              |           |  |
| Boyce 5’ (rig.) Kingsley 22’ | Marcatori |  |

| Arbitro: | Robertson |

|               |           |             |
| Lundstram 40’ | Marcatori | 90’ Halkett |

| Arbitro: | Duncan |

|             |           |              |
| Souttar 37’ | Marcatori | 83’ Cummings |

| Arbitro: | McLean |

|            |           |              |
| Gordon 11’ | Marcatori | 40’ Ginnelly |

| Arbitro: | Clancy |

|                          |           |                      |
| Watkins 49’ Ferguson 69’ | Marcatori | 45+2’ (rig.) Souttar |

| Arbitro: | Beaton |

|                                                         |           |                       |
| Woodburn 22’, 50’ Cochrane 25’ Kingsley 76’ McEneff 86’ | Marcatori | 34’ Edwards 62’ Clark |

| Arbitro: | Collum |

|                       |           |  |
| Shields 23’ Lamie 66’ | Marcatori |  |

| Arbitro: | Muir |

|                                |           |  |
| Mackay-Steven 61’ Kingsley 75’ | Marcatori |  |

| Arbitro: | Madden |

|               |           |  |
| Furuhashi 33’ | Marcatori |  |

| Arbitro: | Clancy |

|  |           |           |
|  | Marcatori | 49’ Boyce |

| Arbitro: | Walsh |

|  |           |                      |
|  | Marcatori | 9’ Morelos 13’ Aribo |

| Arbitro: | Collum |

|  |           |            |
|  | Marcatori | 75’ Walker |

| Arbitro: | Munro |

|                       |           |           |
| Smith 4’ Woodburn 42’ | Marcatori | 72’ White |

| Arbitro: | Walsh |

|                   |           |  |
| Ginnelly 46’, 75’ | Marcatori |  |

| Edimburgo 1º febbraio 2022, ore 16:00 UTC+1 22ª giornata | Hibernian | 0 – 0 referto | Hearts | Easter Road (20 419 spett.)\| Arbitro: \| Robertson \| |
| Arbitro:                                                 | Robertson |               |        |                                                        |

| Arbitro: | Beaton |

|           |           |                            |
| Boyce 62’ | Marcatori | 27’ Hatate 35’ Giakoumakīs |

| Arbitro: | Napier |

|                        |           |  |
| Halliday 37’ Simms 58’ | Marcatori |  |

| Arbitro: | Collum |

|                                                    |           |  |
| Morelos 11’, 74’ Kamara 72’ Arfield 75’ Sakala 84’ | Marcatori |  |

| Arbitro: | Steven |

|           |           |                               |
| Simms 21’ | Marcatori | 51’ (aut.) Sibbick 78’ Mullen |

| Arbitro: | Irvine |

|                        |           |             |
| Crawford 1’ McCart 56’ | Marcatori | 6’ Atkinson |

| Arbitro: | Aitken |

|  |           |                      |
|  | Marcatori | 64’ Simms 67’ Devlin |

| Arbitro: | McLean |

|                          |           |  |
| Souttar 38’ Kingsley 60’ | Marcatori |  |

| Arbitro: | Collum |

|                            |           |                      |
| Smith 46’ Clark 57’ (rig.) | Marcatori | 1’ Boyce 81’ Halkett |

| Arbitro: | Anderson |

|                        |           |  |
| Baningime 3’ McKay 58’ | Marcatori |  |

| Arbitro: | Duncan |

|               |           |           |
| Iacovitti 31’ | Marcatori | 39’ McKay |

| Arbitro: | Walsh |

|                                  |           |           |
| Halliday 45+1’, 58’ Kingsley 47’ | Marcatori | 5’ Wright |

#### Poule scudetto
| Arbitro: | Steven |

|                       |           |                                  |
| Levitt 4’ Edwards 65’ | Marcatori | 44’ Boyce 59’ Ginnelly 83’ Simms |

| Edimburgo 30 aprile 2022, ore 16:00 UTC+1 35ª giornata | Hearts | 0 – 0 referto | Ross County | Tynecastle Park (16 699 spett.)\| Arbitro: \| McLean \| |
| Arbitro:                                               | McLean |               |             |                                                         |

| Arbitro: | Robertson |

|                                                     |           |          |
| Maeda 30’ Furuhashi 37’ O'Riley 69’ Giakoumakīs 90’ | Marcatori | 3’ Simms |

| Arbitro: | McDermid |

|                     |           |             |
| Efford 3’ Lamie 56’ | Marcatori | 9’ Ginnelly |

| Arbitro: | Clancy |

|            |           |                                    |
| Haring 24’ | Marcatori | 32’ Itten 45+1’ Lowry 81’ McKinnon |

### Scottish League Cup

#### Fase a gironi
| Arbitro: | Robertson |

|  |           |                             |
|  | Marcatori | 31’ Mackay-Steven 58’ Boyce |

| Arbitro: | Steven |

|                                            |           |  |
| Halliday 12’ Boyce 45+1’ Mackay-Steven 55’ | Marcatori |  |

| Arbitro: | Irvine |

|  |           |                       |
|  | Marcatori | 31’ Boyce 74’ Pollock |

| Arbitro: | Walsh |

|            |           |  |
| Walker 75’ | Marcatori |  |

#### Fase a eliminazione diretta
| Arbitro: | Beaton |

|                                     |           |                         |
| Édouard 29’ Welsh 34’ Furuhashi 63’ | Marcatori | 57’ Boyce 90+2’ McEneff |

### Scottish Cup
| Arbitro: | Aitken |

|  |           |                                                            |
|  | Marcatori | 14’ Halliday 39’ (rig.), 51’ Boyce 80’ Haring 83’ Cochrane |

| Arbitro: | Walsh |

|                               |                      |                                    |
| Souttar Haring Woodburn Simms | Tiri di rigore 4 – 3 | Shinnie Kelly Holt Montaño Obileye |

| Arbitro: | Madden |

|                                                |           |                      |
| Baningime 16’ Haring 29’ McEneff 67’ Simms 85’ | Marcatori | 36’ Brophy 62’ Ronan |

| Arbitro: | Beaton |

|                        |           |            |
| Simms 16’ Kingsley 21’ | Marcatori | 22’ Cadden |

| Arbitro: | Collum |

|                     |           |  |
| Jack 94’ Wright 97’ | Marcatori |  |

## Statistiche

### Statistiche di squadra
| Competizione         | Punti | In casa | In casa | In casa | In casa | In casa | In casa | In trasferta | In trasferta | In trasferta | In trasferta | In trasferta | In trasferta | Totale | Totale | Totale | Totale | Totale | Totale | DR  |
| Competizione         | Punti | G       | V       | N       | P       | Gf      | Gs      | G            | V            | N            | P            | Gf           | Gs           | G      | V      | N      | P      | Gf     | Gs     | DR  |
| -------------------- | ----- | ------- | ------- | ------- | ------- | ------- | ------- | ------------ | ------------ | ------------ | ------------ | ------------ | ------------ | ------ | ------ | ------ | ------ | ------ | ------ | --- |
| Scottish Premiership | 61    | 19      | 11      | 4       | 4       | 32      | 16      | 19           | 6            | 6            | 7            | 22           | 28           | 38     | 17     | 10     | 11     | 54     | 44     | +10 |
| Scottish Cup         | -     | 2       | 1       | 1       | 0       | 4       | 2       | 1            | 1            | 0            | 0            | 5            | 0            | 5      | 3      | 1      | 1      | 11     | 5      | +6  |
| Scottish League Cup  | 12    | 2       | 2       | 0       | 0       | 4       | 0       | 3            | 2            | 0            | 1            | 6            | 3            | 5      | 4      | 0      | 1      | 10     | 3      | +7  |
| Totale               | -     | 23      | 14      | 5       | 4       | 40      | 18      | 23           | 9            | 6            | 8            | 33           | 31           | 48     | 24     | 11     | 13     | 75     | 52     | +23 |

### Andamento in campionato
| Giornata  | 1 | 2 | 3 | 4 | 5 | 6 | 7 | 8 | 9 | 10 | 11 | 12 | 13 | 14 | 15 | 16 | 17 | 18 | 19 | 20 | 21 | 22 | 23 | 24 | 25 | 26 | 27 | 28 | 29 | 30 | 31 | 32 | 33 | 34 | 35 | 36 | 37 | 38 |
| --------- | - | - | - | - | - | - | - | - | - | -- | -- | -- | -- | -- | -- | -- | -- | -- | -- | -- | -- | -- | -- | -- | -- | -- | -- | -- | -- | -- | -- | -- | -- | -- | -- | -- | -- | -- |
| Luogo     | C | T | C | T | C | T | C | C | T | C  | T  | T  | C  | T  | C  | T  | T  | C  | T  | C  | C  | T  | C  | C  | T  | C  | T  | T  | C  | T  | C  | T  | C  | T  | C  | T  | T  | C  |
| Risultato | V | V | N | V | N | N | V | V | N | N  | N  | P  | V  | P  | V  | P  | V  | P  | V  | V  | V  | N  | P  | V  | P  | P  | P  | V  | V  | N  | V  | N  | V  | V  | N  | P  | P  | P  |
| Posizione | 3 | 3 | 3 | 2 | 2 | 3 | 3 | 2 | 2 | 2  | 3  | 3  | 3  | 3  | 3  | 3  | 3  | 3  | 3  | 3  | 3  | 3  | 3  | 3  | 3  | 3  | 3  | 3  | 3  | 3  | 3  | 3  | 3  | 3  | 3  | 3  | 3  | 3  |

Legenda:

Luogo: C = Casa; T = Trasferta. Risultato: V = Vittoria; N = Pareggio; P = Sconfitta.

### Statistiche dei giocatori
In corsivo i calciatori che hanno lasciato la squadra a stagione in corso.
| Giocatore        | Scottish Premiership | Scottish Premiership | Scottish Premiership | Scottish Premiership | Scottish Cup | Scottish Cup | Scottish Cup | Scottish Cup | League Cup | League Cup | League Cup  | League Cup | Totale   | Totale | Totale      | Totale     |
| Giocatore        | Presenze             | Reti                 | Ammonizioni          | Espulsioni           | Presenze     | Reti         | Ammonizioni  | Espulsioni   | Presenze   | Reti       | Ammonizioni | Espulsioni | Presenze | Reti   | Ammonizioni | Espulsioni |
| ---------------- | -------------------- | -------------------- | -------------------- | -------------------- | ------------ | ------------ | ------------ | ------------ | ---------- | ---------- | ----------- | ---------- | -------- | ------ | ----------- | ---------- |
| N. Atkinson      | 15                   | 1                    | 2                    | 0                    | 5            | 0            | 0            | 0            | -          | -          | -           | -          | 20       | 1      | 2           | 0          |
| B. Baningime     | 24                   | 1                    | 4                    | 0                    | 2            | 1            | 1            | 0            | 0          | 0          | 0           | 0          | 26       | 2      | 5           | 0          |
| L. Boyce         | 31                   | 10                   | 2                    | 0                    | 5            | 2            | 0            | 0            | 4          | 3          | 1           | 0          | 40       | 15     | 3           | 0          |
| A. Cochrane      | 31                   | 2                    | 2                    | 0                    | 4            | 1            | 1            | 0            | 4          | 0          | 0           | 0          | 39       | 3      | 3           | 0          |
| A. Denholm       | 0                    | 0                    | 0                    | 0                    | -            | -            | -            | -            | 1          | 0          | 0           | 0          | 1        | 0      | 0           | 0          |
| C. Devlin        | 25                   | 1                    | 10                   | 0                    | 4            | 0            | 1            | 0            | -          | -          | -           | -          | 29       | 1      | 11          | 0          |
| J. Ginnelly      | 31                   | 5                    | 3                    | 1                    | 2            | 0            | 0            | 0            | 5          | 0          | 1           | 0          | 38       | 5      | 4           | 1          |
| A. Gnanduillet   | 15                   | 1                    | 1                    | 0                    | -            | -            | -            | -            | 2          | 0          | 0           | 0          | 17       | 1      | 1           | 0          |
| C. Gordon        | 36                   | -39                  | 1                    | 0                    | 5            | -5           | 2            | 0            | 4          | -0         | 0           | 0          | 45       | -44    | 3           | 0          |
| C. Halkett       | 18                   | 2                    | 6                    | 0                    | 4            | 0            | 1            | 0            | 4          | 0          | 1           | 0          | 26       | 2      | 8           | 0          |
| A. Halliday      | 27                   | 4                    | 6                    | 1                    | 5            | 1            | 0            | 0            | 4          | 1          | 0           | 0          | 36       | 6      | 6           | 1          |
| P. Haring        | 30                   | 1                    | 9                    | 0                    | 5            | 2            | 2            | 0            | 4          | 0          | 3           | 0          | 39       | 3      | 14          | 0          |
| E. Henderson     | 2                    | 0                    | 0                    | 0                    | -            | -            | -            | -            | 3          | 0          | 0           | 0          | 5        | 0      | 0           | 0          |
| S. Kingsley      | 34                   | 6                    | 3                    | 0                    | 5            | 1            | 0            | 0            | 4          | 0          | 0           | 0          | 43       | 7      | 3           | 0          |
| M. Kirk          | 1                    | 0                    | 0                    | 0                    | 0            | 0            | 0            | 0            | 0          | 0          | 0           | 0          | 1        | 0      | 0           | 0          |
| B. McKay         | 33                   | 2                    | 0                    | 0                    | 4            | 0            | 0            | 0            | -          | -          | -           | -          | 37       | 2      | 0           | 0          |
| G. Mackay-Steven | 32                   | 2                    | 0                    | 0                    | 4            | 0            | 0            | 0            | 4          | 2          | 0           | 0          | 40       | 4      | 0           | 0          |
| A. McEneff       | 14                   | 1                    | 0                    | 0                    | 4            | 1            | 0            | 0            | 3          | 0          | 0           | 0          | 21       | 2      | 0           | 0          |
| T. Moore         | 22                   | 0                    | 5                    | 1                    | 1            | 0            | 1            | 0            | -          | -          | -           | -          | 23       | 0      | 6           | 1          |
| F. Pollock       | 0                    | 0                    | 0                    | 0                    | -            | -            | -            | -            | 4          | 1          | 1           | 0          | 4        | 1      | 1           | 0          |
| J. Roberts       | 0                    | 0                    | 0                    | 0                    | -            | -            | -            | -            | 1          | 0          | 0           | 0          | 1        | 0      | 0           | 0          |
| T. Sibbick       | 14                   | 0                    | 1                    | 0                    | 3            | 0            | 0            | 0            | -          | -          | -           | -          | 17       | 0      | 1           | 0          |
| E. Simms         | 17                   | 5                    | 2                    | 0                    | 4            | 2            | 0            | 0            | -          | -          | -           | -          | 21       | 7      | 2           | 0          |
| C. Smith         | 0                    | 0                    | 0                    | 0                    | -            | -            | -            | -            | 2          | 0          | 0           | 0          | 2        | 0      | 0           | 0          |
| M. Smith         | 20                   | 2                    | 1                    | 0                    | 2            | 0            | 0            | 0            | 4          | 0          | 0           | 0          | 26       | 2      | 1           | 0          |
| J. Souttar       | 27                   | 4                    | 4                    | 0                    | 2            | 0            | 0            | 0            | 3          | 0          | 0           | 0          | 32       | 4      | 4           | 0          |
| R. Stewart       | 2                    | -4                   | 0                    | 0                    | 0            | -0           | 0            | 0            | 0          | -0         | 0           | 0          | 2        | -4     | 0           | 0          |
| M. Thomas        | 2                    | 0                    | 0                    | 0                    | 0            | 0            | 0            | 0            | 0          | 0          | 0           | 0          | 2        | 0      | 0           | 0          |
| J. Walker        | 4                    | 1                    | 2                    | 0                    | -            | -            | -            | -            | 3          | 1          | 0           | 0          | 7        | 2      | 2           | 0          |
| B. Woodburn      | 28                   | 3                    | 6                    | 0                    | 2            | 0            | 0            | 0            | -          | -          | -           | -          | 30       | 3      | 6           | 0          |